# Geografía de Tuvalu

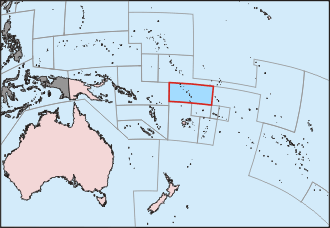
Localización de Tuvalu en el océano Pacífico

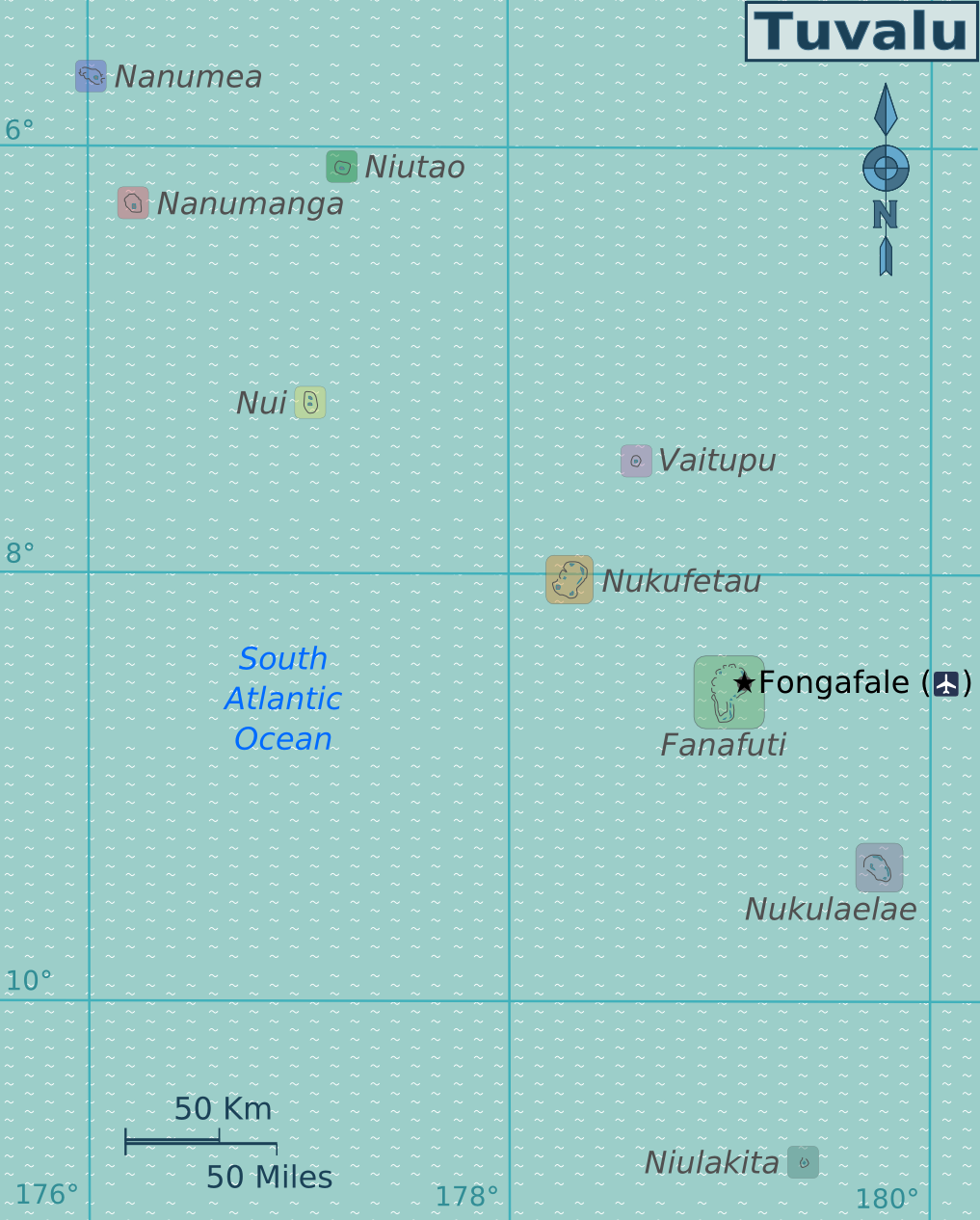
Tuvalu

Tuvalu es una isla situada en el océano Pacífico, ubicada  entre Hawái y Australia. Los países más próximos a Tuvalu son Kiribati, Samoa y Fiyi. Consta con 4 arrecifes de coral y 4 atolones (islas coralinas oceánicas que pueden tener forma de anillo). Es la nación independiente con menor número de habitantes.
Etimología: la palabra Tuvalu significa 8 Islas y proviene del idioma indígena local, y hasta el año 1949 en el que los indígenas poblaron la isla de Niulakita eran las islas que disponían de población permanente y estable. Se conoce que antiguamente su nombre era Islas Ellice.
La nación de Tuvalu se encuentra en el Pacífico oriental, antiguamente conocida como islas Ellice y está situada 4000 kilómetros al nordeste de Australia. Se encuentra a mitad de camino entre Hawái y Australia. Tuvalu está formado por cuatro islas de referencia y cinco atolones. El pequeño y disperso grupo de islas que forman este país tiene muy poca tierra, tan solo alrededor de 26 km².
En Tuvalu se dan vientos procedentes del oeste y abundantes lluvias desde noviembre hasta marzo. Las temperaturas son tropicales moderadas y vientos del este predominan de marzo a noviembre. La tierra es muy baja y tiene grandes atolones coralinos. La mayor elevación es 5 m por encima del nivel del mar.
Localización: Oceanía, grupo de islas constituido por nueve atolones coralinos en el océano Pacífico sur, a mitad de camino entre Hawái y Australia.
Continente: Oceanía.
Superficie:Total: 26 km² Tierra: 26 km² Agua: 0 km².
Fronteras: 0 km
Costa: 24 km.
Clima: Tropical moderado con vientos del este (marzo - noviembre).Vientos del oeste y abundantes lluvias (noviembre - marzo).
Terreno: Muy poca altitud y atolones coralinos.
Puntos extremos de elevación: punto más bajo: océano Pacífico, 0 m
punto más alto: Sin nombre, 5 m.
Peligros naturales: las severas tormentas tropicales son raras, pero en 1997 hubo tres ciclones; la poca elevación de las islas las hace muy sensibles al aumento del nivel del mar.
Ambiente - tratados internacionales: relativos a: cambio climático, Protocolo de Kioto, desertificación, especies en peligro de extinción, nivel del mar, descargas marinas, protección de la capa de ozono y polución
firmado pero no ratificado: Biodiversidad.

## Áreas protegidas de Tuvalu
Según la IUCN, en Tuvalu hay 9 zonas protegidas que cubren 6 km² de los 42 km² de superficie terrestre, 214 km² de superficie marina de los 731.900 km² que corresponden al país. Ocho son áreas marinas y una terrestre.
- Área marina protegida de Funafuti, 40 km²
- Área marina protegida de Nanumea, 2,02 km², en el atolón del mismo nombre.
- Área marina protegida de Nukulaelae, 3,26 km²
- Área marina protegida de Nukufetau, 12,75 km²
- Área marina protegida de Nui, 5,75 km²
- Área marina de gestión local de Vaitupu, 22 ha
- Área marina de gestión local de Nanumanga, 2.04 km²
- Área marina de gestión local de Niulakita, 21 ha
- Área marina de gestión local de Niutao, 167 ha